# Map Ta Phut

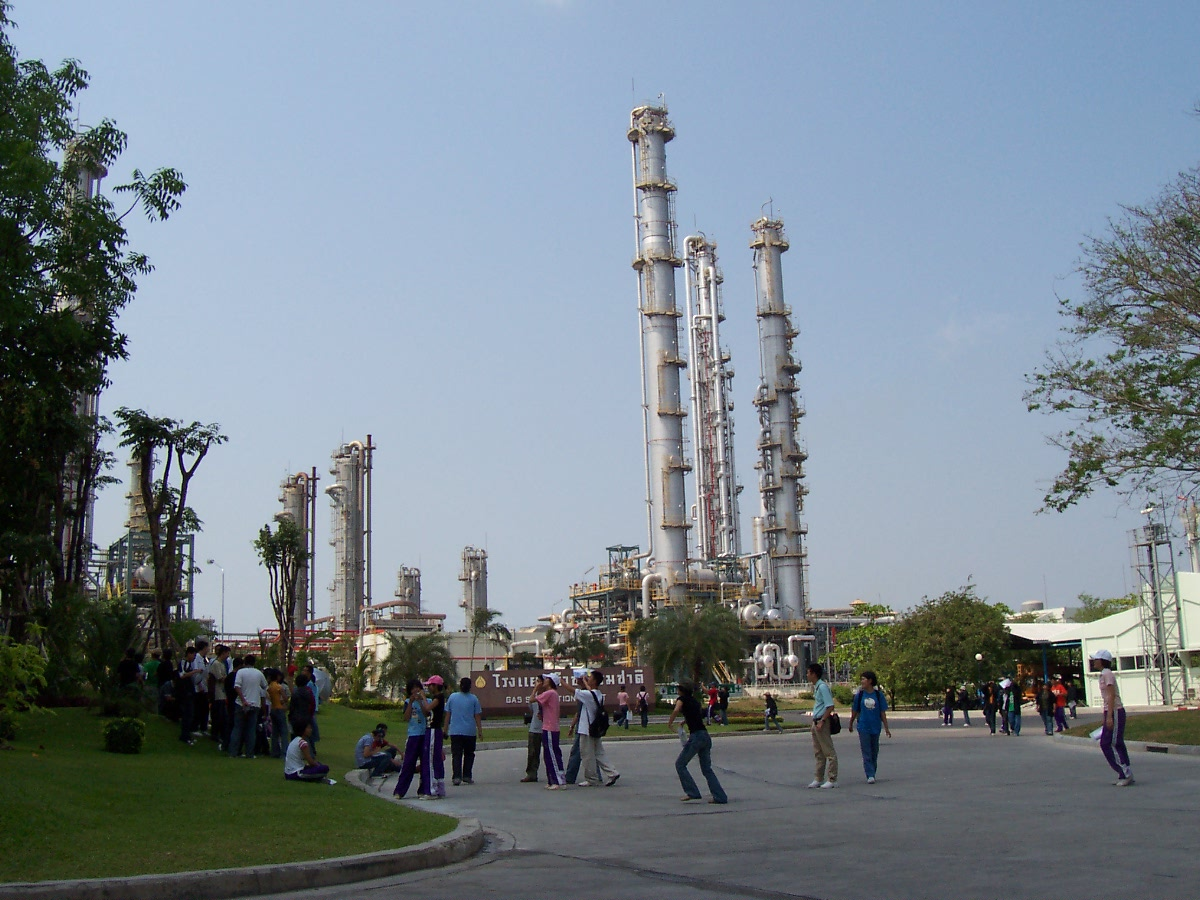
Petrochemisch bedrijf in Map Ta Phut

Map Ta Phut (Thais: มาบตาพุด) is een stad in het district Mueang Rayong in de provincie Rayong in Thailand. De stad ligt aan de Golf van Thailand op ongeveer 220 km van Bangkok. Er is een zeehaven en in de nabijheid bevindt zich het grootste petrochemische complex van Thailand, Map Ta Phut Industrial Estate.
Op 5 mei 2012 vond in het bedrijf van Bangkok Synthethics Co (BSC) een explosie en brand plaats die aan 12 mensen het leven kostte; er waren 129 gewonden. De ramp bracht de gebrekkige veiligheid en milieubescherming van de site aan het licht.